# Katastrofa lotnicza w Butte
Katastrofa lotnicza w Butte – katastrofa lotnicza, która wydarzyła się 23 marca 2009 roku.
Pilatus PC-12 lecący Redlands do Bozeman z niewiadomych przyczyn rozbił się 150 metrów od pasa startowego na terenie cmentarza. Samolot odbywał lot do Bozeman, jednak na kilka minut przed lądowaniem, piloci postanowili lądować w Butte. W katastrofie zginęło 14 osób (w tym 7 dzieci lecących na narty) - wszyscy na pokładzie.